# Sumberaji (Kabuh)
Sumberaji is een bestuurslaag in het regentschap Jombang van de provincie Oost-Java, Indonesië. Sumberaji telt 1619 inwoners (volkstelling 2010).